# Dirphia ramigera
Dirphia ramigera är en fjärilsart som beskrevs av Felder 1874. Dirphia ramigera ingår i släktet Dirphia och familjen påfågelsspinnare. Inga underarter finns listade i Catalogue of Life.